# Given (film)
Given the Movie (映画 ギヴン?, Eiga Givun) è un film d'animazione giapponese basato sull'omonimo manga Given, scritto e disegnato da Natsuki Kizu. Il film è diretto da Hikaru Yamaguchi e animato da Lerche, in Giappone è distribuito da Aniplex, mentre in Italia il film è stato reso disponibile in streaming, solamente sottotitolato, da Crunchyroll; il film è stato proiettato nelle sale cinematografiche il 22 agosto 2020, dopo essere stato posticipato a causa della pandemia di COVID-19.
A differenza della serie tv che segue il protagonista Mafuyu, questo film si concentra su Haruki e Akihito. Un altro film sequel, diviso in due parti, è stato proiettato nelle sale giapponesi nel corso del 2024.

## Trama
Mentre Mafuyu cerca di scrivere una nuova canzone per il prossimo festival, viene a conoscenza della complessa relazione tra Akihiko e il suo ex-ragazzo, Ugetsu. Nel frattempo, Haruki nutre sentimenti non corrisposti per Akihiko.

## Produzione
Il 19 settembre 2019 alla fine dell'ultimo episodio della serie tv, è stato annunciato il film, il quale adatta il secondo arco narrativo del manga, incentrato su Haruki e Akihito. La produzione del film è di Blue Lynx, una nuova etichetta editoriale formata da Fuji TV specializzata nel genere boys-love. Tutto il cast e lo staff principale è invariato dalla serie tv, tra loro troviamo il direttore, Hikaru Yamaguchi, la scenografia a cura di Yuniko Ayana, la colonna sonora di Michiru; il cast comprende Shōgo Yano, Yuma Uchida, Takuya Eguchi, Masatomo Nakazawa e molti altri. Anche i Centimillimental, produttori e compositori della opening ed ending della serie tv, ritornano per la sigla di chiusura del film con la canzone Bokura dake no Shudaika. Il primo video promozionale è stato rilasciato il 27 febbraio 2020.
Il 4 settembre 2020, un video promozionale in collaborazione con il film Umibe no Étranger è stato rilasciato per celebrare l'imminente proiezione nei cinema dell'ultimo; i due film hanno la stessa casa di produzione, prodotti entrambi da Blue Lynx e hanno lo stesso genere.
Il 1º dicembre 2021, insieme al settimo volume del manga, è stato rilasciato un OAD che segue Mafuyu e Ritsuka durante gli eventi del film.

## Distribuzione
Il film inizialmente aveva come data di debutto nelle sale cinematografiche il 16 maggio 2020, ma a causa della pandemia di COVID-19 e la conseguente chiusura dei cinema, la produzione è stata costretta a posticipare il rilascio al 22 agosto 2020. Il film è rilasciato fuori dal Giappone, nella maggior parte del mondo, Italia compresa, tramite Crunchyroll, solamente sottotitolato, nel 2021. Il 3 febbraio 2021, in Giappone, è distribuito anche in formato DVD e Blu-Ray.

## Accoglienza

### Incassi
Il film ha debuttato al nono posto su dieci al botteghino giapponese nella settimana di apertura e uscirà dalla decima posizione nella sua seconda settimana. Il 14 settembre 2020, l'account ufficiale Twitter della serie annuncia che il film ha venduto oltre 100,000 biglietti.

### Critica
Kim Morrisy di Anime News Network ha prevalentemente dato al film il voto "B", e ha dichiarato: "nel complesso, posso dire che sono rimasto soddisfatto di questa continuazione, anche se non mi è piaciuta tanto quanto la serie originale".

## Sequel
Il 22 marzo 2023 viene annunciato un film sequel che adatterà il prossimo arco narrativo del manga. Il film è stato diviso in due parti, di cui la prima è stata proiettata nelle sale giapponesi il 27 gennaio 2024 e la seconda il 20 settembre 2024. Dal 20 dicembre 2024 la prima parte "Given The Movie: Hiiragi Mix è disponibile con sottotitoli su Crunchyroll